# Ridge Racer (videojuego de 2011)
Ridge Racer (リッジレーサー Rijji Rēsā?), originalmente llamado Ridge Racer Vita (リッジレーサーヴィータ Rijji Rēsā Vīta?), es un videojuego de carreras desarrollado por Cellius y publicado por Namco Bandai Games para PlayStation Vita como título de lanzamiento el 17 de diciembre de 2011 en Japón, el 22 de febrero de 2012 en Europa, el 23 de febrero en Australia y el 13 de marzo en América del Norte. Es el quinto juego portátil de la serie Ridge Racer.
El juego continúa con la tradición Ridge Racer de carreras arcade y es compatible con juegos para un solo jugador, así como juegos multijugador locales y Wi-Fi.
Tras su lanzamiento, Ridge Racer fue criticado principalmente por los críticos de videojuegos.

## Jugabilidad
El juego consiste en que los jugadores compitan contra otros siete oponentes de la computadora o en vivo durante tres vueltas en la pista elegida, mientras usan nitro y estela, el objetivo principal del jugador es terminar en el lugar requerido para desbloquear mejoras para su automóvil. Los jugadores también pueden competir contra el reloj en la contrarreloj, en la que pueden ganar un lugar en el tablero de clasificación mundial.
Sin embargo, a diferencia de los juegos anteriores de la serie, no hay un modo de carrera.

## Contenido descargable
El Hornet de Daytona USA de Sega hace un cameo como DLC disponible, así como una canción exclusiva (con letra de Takenobu Mitsuyoshi) y un curso inspirado en ambas franquicias. Otros cameos incluyen autos con esquemas de pintura derivados de The Idolmaster, así como versiones temáticas de DoCoMO y Pac-Man del Kamata SYNCi. , el coche de portada del juego. Los autos DoCoMo e Idolmaster no están disponibles fuera de Japón. Otro contenido descargable incluye autos y recorridos nuevos, así como pistas de música de entradas anteriores en la franquicia.

## Recepción
Ridge Racer recibió "críticas generalmente desfavorables" según el sitio web de agregación de reseñas Metacritic. En Japón, Famitsu le dio una puntuación de un ocho y tres sietes para un total de 29 de 40. En otros lugares, varias publicaciones lo criticaron críticamente por su naturaleza básica y la falta de una progresión adecuada, a diferencia de otras entregas de la serie. GameSpot criticó la falta de contenido inicial del juego (que consistía solo en un número limitado de autos y pistas portados de Ridge Racer 7) como una estratagema para obligar a los usuarios a comprar su descargable contenido (mientras que su primer paquete DLC, a pesar de estar disponible de forma gratuita como una oferta por tiempo limitado, solo consistía en más contenido que se originaba en Ridge Racer 7), lo que resultó en una mala experiencia que carecía de la variedad del pasado. cuotas En conclusión, el juego se consideró "una estafa completa y absoluta", como un ingreso de efectivo barato que como un producto completamente pensado. IGN criticó de manera similar la falta absoluta de historia o modos o ligas basados en la progresión del juego, y las carreras en línea desequilibradas que usan un sistema de nivelación para determinar la velocidad máxima de un jugador (dando una desventaja injusta a los jugadores más nuevos). "Ridge Racer" se describió como demostración tecnológica, envuelto en un marco social dependiente en línea que es fundamentalmente defectuoso en varios niveles. En junio de 2012, IGN también nombró a Ridge Racer como uno de sus diez "Peores videojuegos de 2012 hasta ahora".